# Duygu Goenel
Duygu Goenel (* 20. April 1994 in Hagen) ist eine deutsche Popsängerin türkischer Herkunft, die durch ihre Teilnahme in der 14. Staffel der Casting-Show Deutschland sucht den Superstar Bekanntheit erlangte. Mit ihrem Finalsong Passenger erreichte sie Platz 73 der Schweizer Singlecharts. Sie belegte im großen Finale Platz 4.

## Diskografie
- 2017: Passenger
- 2019: Dieser Schmerz